# Rush Springs
Rush Springs – miasto w Stanach Zjednoczonych, w stanie Oklahoma, w hrabstwie Grady.